# Amstel Gold Race 1969
La 4e édition de la course cycliste, l'Amstel Gold Race a eu lieu le 18 avril 1969 et a été remportée par le Belge Guido Reybrouck.
Reybrouck s'adjuge la quatrième édition, la première d'une série de victoires belges. La course est sévèrement affectée par la neige et la grêle, forçant de nombreux coureurs à abandonner en raison d'hypothermie.

## Classement final
| Pos. | Coureur             | Pays     | Équipe                     | Temps           |
| ---- | ------------------- | -------- | -------------------------- | --------------- |
| 1    | Guido Reybrouck     | Belgique | Faema                      | 6 h 21 min 03 s |
| 2    | Jos Huysmans        | Belgique | Dr. Mann-Grundig           | + 0 s           |
| 3    | Eddy Merckx         | Belgique | Faema                      | + 16 s          |
| 4    | Eric Leman          | Belgique | Flandria-De Clerck-Krueger | + 16 s          |
| 5    | Willy Vekemans      | Belgique | Goldor-Hertekamp-Gerka     | + 16 s          |
| 6    | Georges Pintens     | Belgique | Dr. Mann-Grundig           | + 16 s          |
| 7    | Roger Rosiers       | Belgique | Dr. Mann-Grundig           | + 16 s          |
| 8    | Gerard Vianen       | Pays-Bas | Caballero                  | + 25 s          |
| 9    | Valere Van Sweevelt | Belgique | Faema                      | + 40 s          |
| 10   | Jaak Frijters       | Pays-Bas | Dr. Mann-Grundig           | + 40 s          |